# Cena nadziei
Cena nadziei (ang. Last Dance) – amerykański dramat filmowy z 1996 roku w reżyserii Bruce’a Beresforda. Zdjęcia kręcono w Nashville oraz w stanie Karolina Południowa.

## Fabuła
Dzięki pomocy swego wpływowego brata Johna, młody prawnik Rick Hayes otrzymuje pracę w radzie zajmującej się wnoszeniem petycji o ułaskawienie w sprawach więźniów skazanych na karę śmierci. W jednym z południowych stanów USA, w którym mieści się siedziba rady, 76% mieszkańców głosuje za utrzymaniem kary śmierci.
Rick pracuje pod opieką Sama Burnsa, który z zasady unika kontrowersyjnych procesów. Rickowi przydzielona zostaje sprawa Cindy Liggett, która dwanaście lat wcześniej, w wieku zaledwie 19 lat, działając pod wpływem narkotyków brutalnie zamordowała parę nastolatków. Podczas pierwszego spotkania, rozgoryczona i zamknięta w sobie Cindy oznajmia Rickowi, że nie interesuje jej żadne postępowanie apelacyjne. Jest przekonana, że jest ono z góry skazane na niepowodzenie z powodu postawy gubernatora stanu, dla którego podobne przypadki są jedynie elementem gry politycznej. Wkrótce wyznaczony zostaje termin egzekucji. Cindy mówi Rickowi, że chce tylko umrzeć według swoich reguł.
Pomimo braku współdziałania ze strony Cindy i niechęci otoczenia Rick przystępuje do zbadania sprawy. Sędzia na procesie Cindy sprzed dwunastu lat, a zarazem ojciec chłopca, którego zabiła, niecierpliwie czeka na wykonanie egzekucji. Matka zamordowanej dziewczyny nie czuje nienawiści do Cindy, ale odmawia podpisania protestu przeciwko planowanej egzekucji. Również ciotka Cindy odmawia jakiejkolwiek pomocy. Rick odkrywa także, że wspólnik Cindy kłamał w sądzie na jej niekorzyść zgodnie ze wskazówkami swojego adwokata. Stopniowo opór Cindy wobec Ricka słabnie. Kobieta staje się bardziej otwarta, rozumie, że Rickowi naprawdę na niej zależy. Łączące ich uczucie nie ma jednak szans na spełnienie.

## Obsada
- Sharon Stone − Cindy Liggett
- Rob Morrow − Rick Hayes
- Randy Quaid − Sam Burns
- Peter Gallagher − John Hayes